# ラテンアメリカ研究

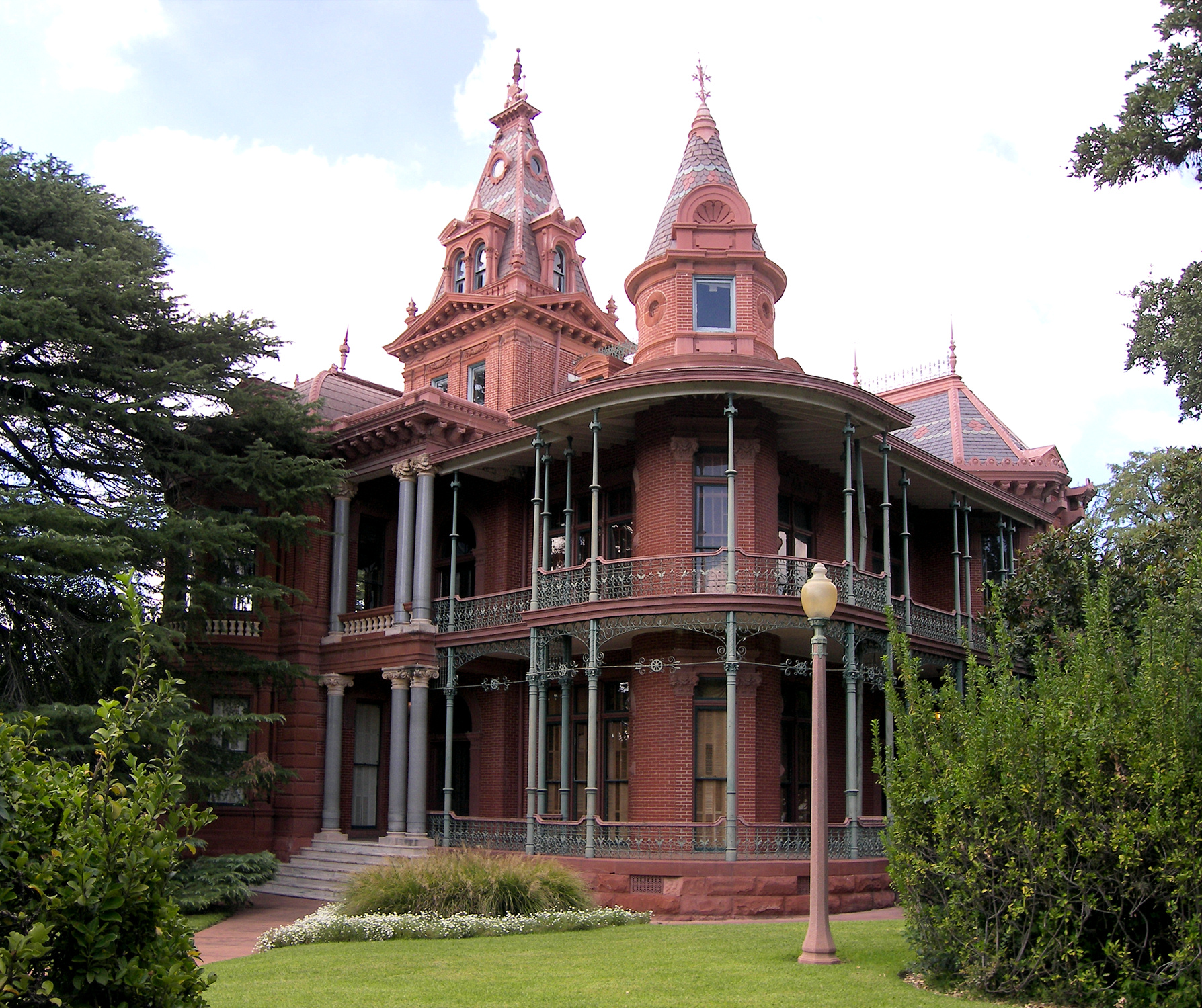
テキサス大学
ラテンアメリカ研究センターとして世界でも有数の規模を誇る

ラテンアメリカ研究（ラテンアメリカけんきゅう、英語：Latin American studies）は、欧米を中心として異文化社会を理解するために発達した地域研究のひとつで、ラテンアメリカを知るための学問分野である。

## ラテンアメリカ研究状況

### アメリカ合衆国
アメリカ合衆国におけるラテンアメリカ研究は、1960年代以降に大きな発展を遂げるが、歴史研究に限ってみた場合は1918年に既にラテンアメリカ研究誌Hispanic American Historical Reviewが刊行されており、その歴史は古い。冷戦の時代に入ると、ラテンアメリカ諸国とソビエト連邦が結びつくことを懸念したアメリカは対ラテンアメリカ政策のひとつとして国内の拠点大学におけるラテンアメリカ関係講座の拡充、研究センターへの助成金の配分が行われたことから、研究状況に大幅な改善がなされた。
特に60万冊の蔵書数を誇るラテンアメリカ地域専門の図書館を所有するテキサス大学は世界でも有数のラテンアメリカ研究センターのひとつに数えられている。その他ラテンアメリカ学会の本拠であるピッツバーグ大学、70万冊のラテンアメリカ関連書を保有するワシントンの議会図書館やコロンブス記念図書館などが代表的な研究センターとして知られている。

### ラテンアメリカ

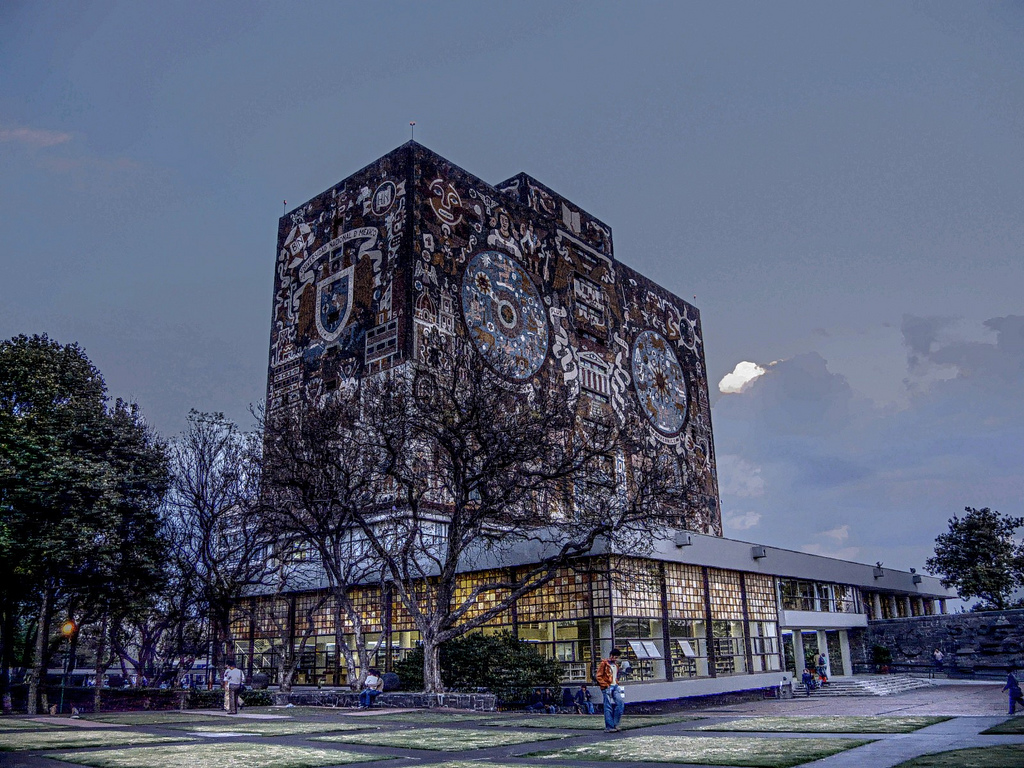
メキシコ国立自治大学
ラテンアメリカ地域に設立された最古の研究センター

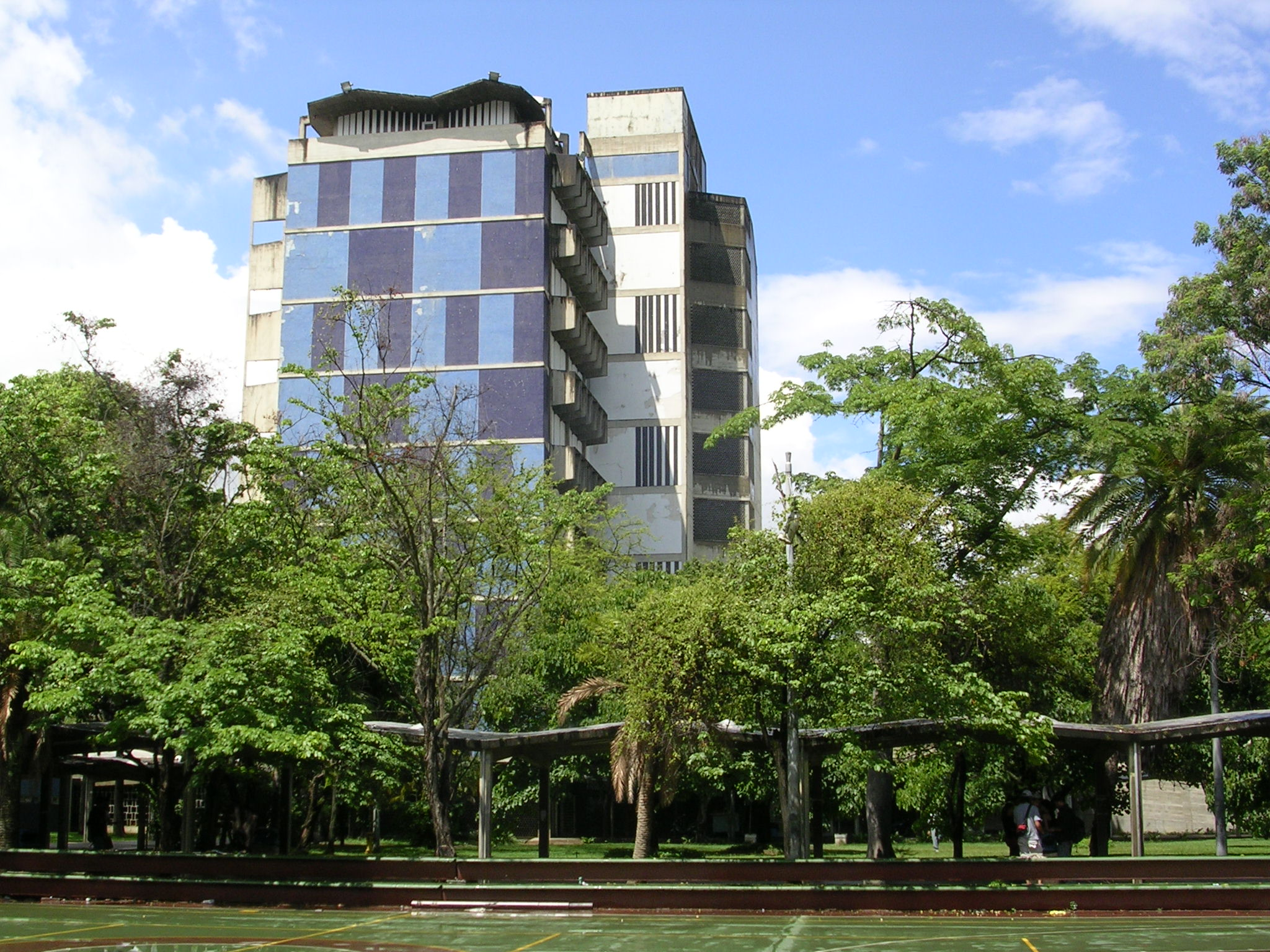
ベネズエラ中央大学
ベネズエラにおけるラテンアメリカ研究の中心的役割を果たしている

ラテンアメリカ諸国におけるラテンアメリカ研究は、現地であることの利点を活かした研究対象の内面に入り込んだ研究が多いが、欧米諸国に比べると活動量は少なく、学問分野としての地域研究の環境整備がなされていないこともあり、あまり芳しくは無い。自国の歴史や地理・社会・経済・文化に対する研究は各国の大学や研究所で行われているが、ラテンアメリカ全体を対象とする研究所を保持しているのはメキシコ、ベネズエラ、ブラジルの三ヶ国のみである。うち、最も古いものは1960年に設立されたメキシコのメキシコ国立自治大学内にあるラテンアメリカ研究センターで、ラテンアメリカ地域最大の研究員を保持する機関となっている。ベネズエラは1970年代ごろより複数のラテンアメリカ研究センターを保持するようになり、ベネズエラ中央大学のイスパノアメリカ研究所、ロムロガリェゴス・ラテンアメリカ研究センター、シモン・ボリバール大学のラテンアメリカ高等研究所などがある。また、ブラジルには通常の大学研究センターに加えて国内外で高い評価を受けているジェトゥリオ・ヴァルガス財団が存在しており、ブラジル国内諸問題の調査研究に加えて、ラテンアメリカ地域の研究が行われている。

### 日本
日本はラテンアメリカとの関係樹立が欧米諸国に比べて大幅に遅れていることもあり、その研究史は浅い。1872年（明治5年）に発生したマリア・ルス号事件によるペルーとの折衝をきっかけとして国交を樹立したのが最初であり、1888年（明治21年）に日本として最初の平等条約を締結したメキシコが続いている。こうしたラテンアメリカとの交易はラテンアメリカへ労働力を提供するいわゆる移民政策としての関係が主軸となっており、移住先の現地事情、歴史、経済事情の紹介という形で外務省を中心として研究が進められた。研究機関としては1941年（昭和16年）に神戸高等商業学校（現神戸大学）が設置した中南米経済調査室が最古のものである。

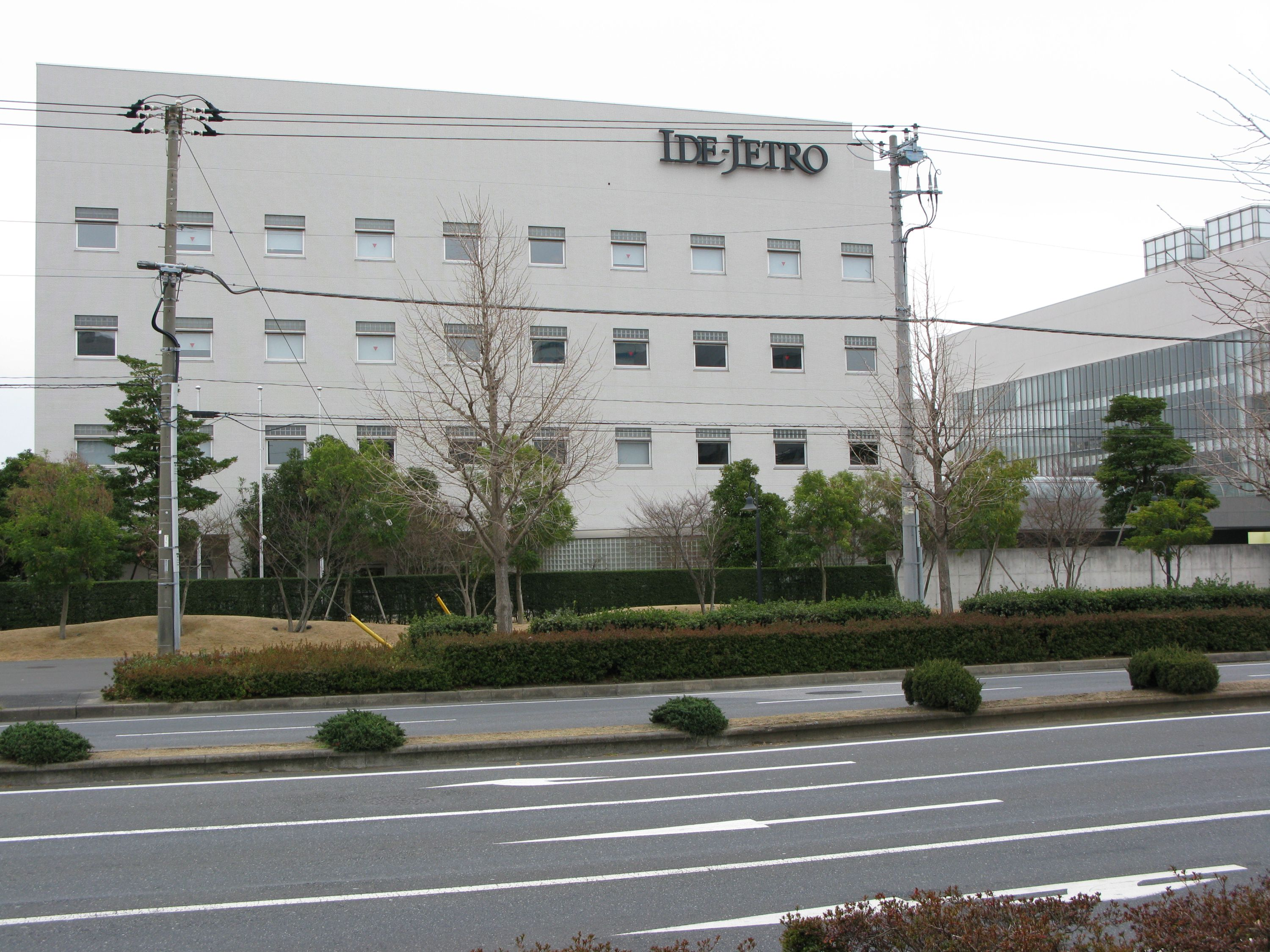
アジア経済研究所
1962年よりラテンアメリカの研究が本格化した

戦後に入り、日本の工業製品の輸出市場、原料供給先としてラテンアメリカに関心が寄せられ始めると、研究環境が急速に整備された。1958年（昭和33年）に外務省の外廓団体として日本ラテンアメリカ協会が設立されたほか、通産省の管轄下にあったアジア経済研究所でラテンアメリカ研究が1962年（昭和37年）より開始された。また、学会としては1964年（昭和39年）に設立したラテンアメリカ政経学会、1965年（昭和40年）設立の日本ポルトガルブラジル学会、1980年（昭和55年）の日本ラテンアメリカ学会などがある。ラテンアメリカの地域研究環境を提供している大学としては上智大学、筑波大学、東京大学、東京外国語大学などがある。

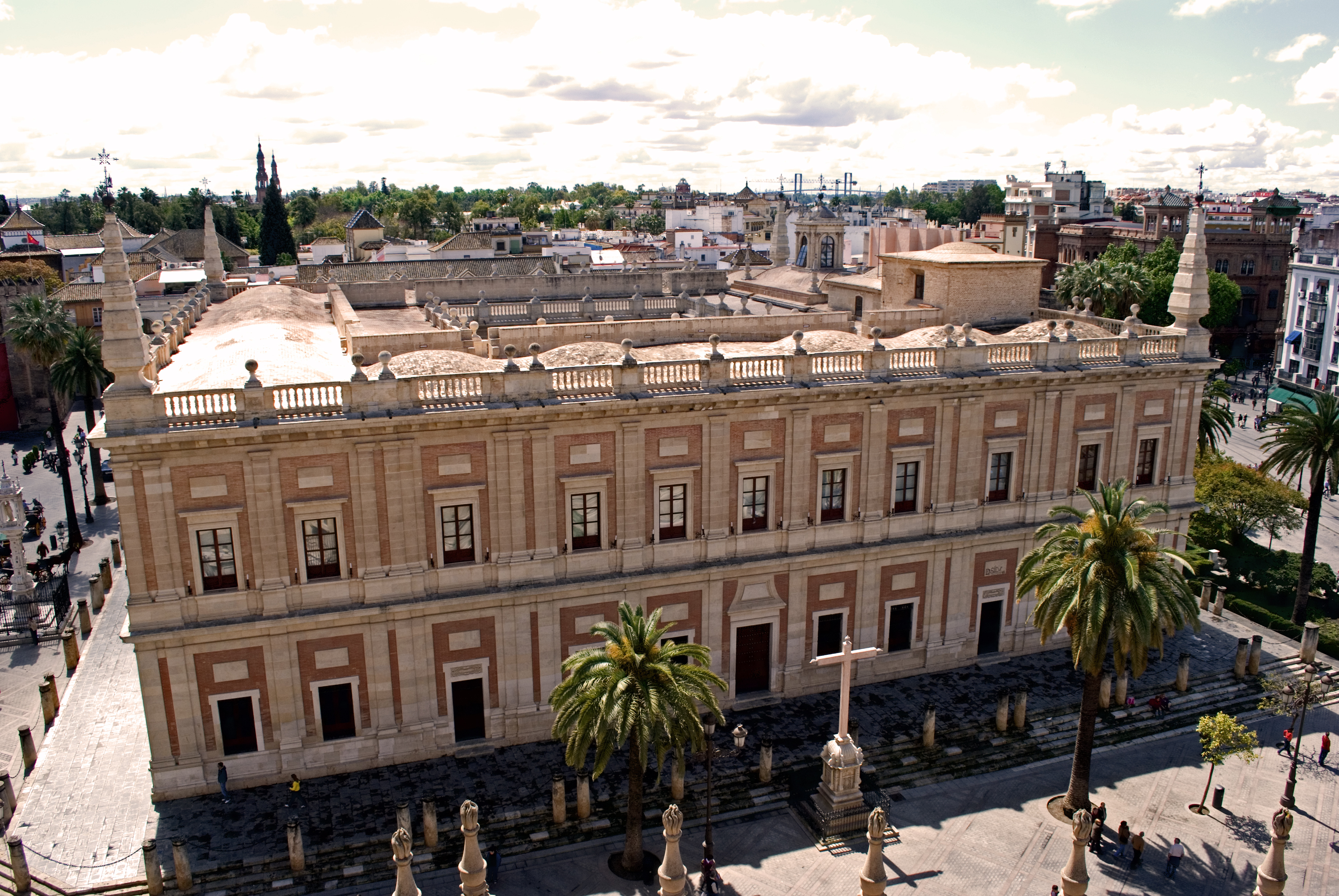
インディアス総合古文書館
植民地統治期間の膨大な量の古文書を保有しているスペインの研究センター

### ヨーロッパ
ヨーロッパにおけるラテンアメリカ研究は植民地時代を通じて行われていたため、その歴史はもっとも古いが、地理的な関係からアメリカに見られるような大規模な研究センターは存在しないのが実情である。スペイン、ポルトガルをはじめとしてオランダ、イギリス、フランス、ドイツなどに主要な研究センターが存在する。また、各古文書館や資料室には、当時の統治機関や移住者にとって貴重な情報源として活用された膨大な量の文献資料が保管されており、行き届いた管理が行われている。
規模としてヨーロッパ最大のものは1930年に設立されたベルリンのイベロアメリカ研究所が所有する図書館で、約50万冊のラテンアメリカ関係書籍を取り揃えている。そのほか、マドリードのイスパニア文化研究所なども45万冊の蔵書を擁しており、その規模は大きい。また、セビリアにあるインディアス総合古文書館は植民地時代の古文書が大量に保管されており、貴重な歴史研究資料を提供している。